# Phratora tibialis
Phratora tibialis är en skalbaggsart som först beskrevs av Christian Wilhelm Ludwig Eduard Suffrian 1851.  Phratora tibialis ingår i släktet Phratora, och familjen bladbaggar. Arten har ej påträffats i Sverige.